# Skyttegravsklocka

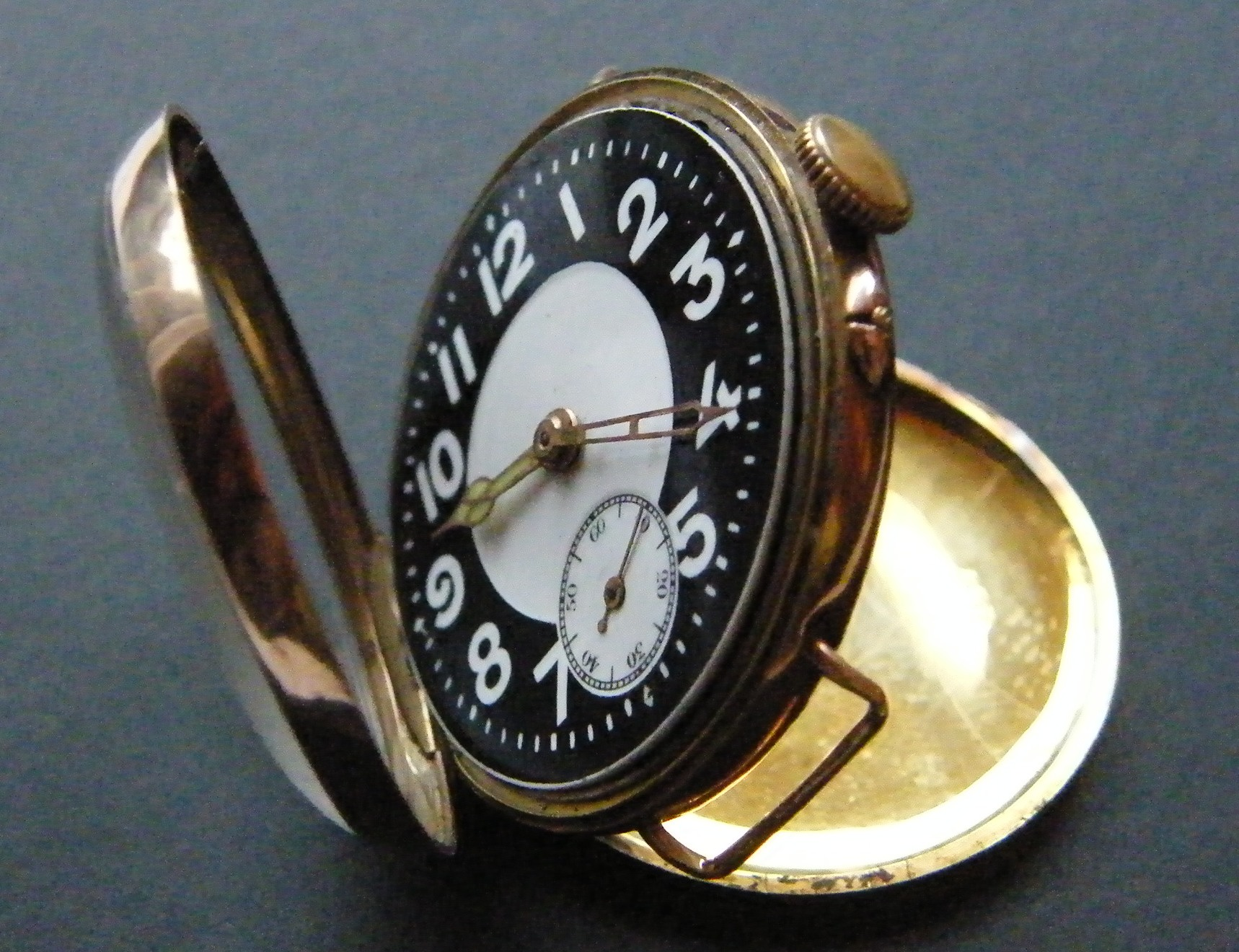
"Skyttegravsklocka i guld" (1916)

Skyttegravsklockan var en typ av klocka som kom i bruk av militärer under första världskriget, eftersom fickur inte var praktiska vid strid. Det var en övergångsdesign mellan fickur och armbandsur med funktioner från båda.  

## Bakgrund
När den allra första klockan som någon anpassat för att bäras på handleden kom är okänt. Den första serien av specialgjorda armbandsur för män producerades av Girard-Perregaux år 1880 för den tyska marinen. Under första världskriget producerade många företag, inklusive till exempel Omega och Longines denna typen av klockor för militärer. Dessa klockor hade i praktiskt taget en identisk stil med varandra, med en emaljerad urtavla, breda vita siffror och en självlysande radium timvisare. Ofta bar de inte tillverkarens namn, även om rörelsen, som ursprungligen var designad på 1890-talet för damur, var märkta "Swiss". 

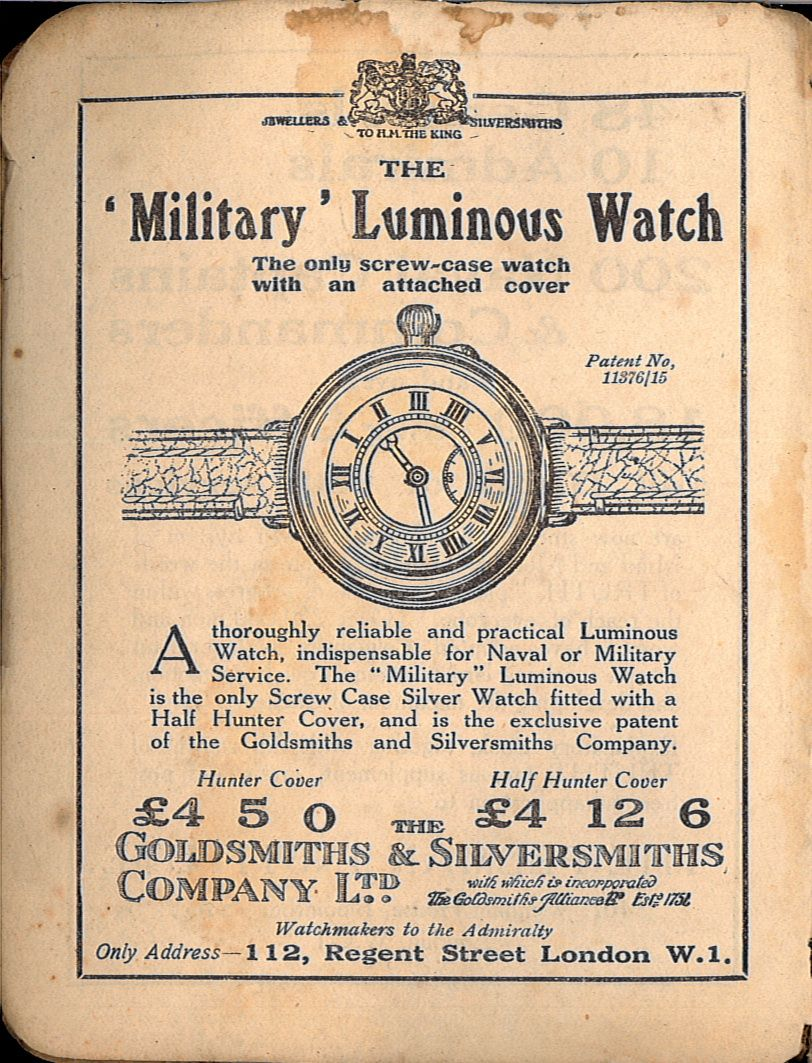
"Reklam" (1918)

### Anteckningar
"Drivs av radiumsalter så att den lyser starkt hela tiden" utan att behöva till solen. Medan luminiscens endast varade i tre eller fyra år, bör radiumfärgen behandlas som radioaktiv och farlig.
"En bok som publicerades under kriget redan 1916 " Knowledge for War: Every officer's handbook for the front " av Captain B. C. Lake från the King's Own Scottish Borderers inkluderade en lista över en officerares kit som visas på bilden. Den första persedeln på listan, före annars ovärderliga saker som "Revolver" och "Fältglasögon" var "Luminous armbandsur med obrottbart glas". Närvaron av självlysande färg och en oförstörbar kristall blev signaturfunktionerna för en Skyttegravsklocka, och framträdande tydligt i annonser under kriget."